# Francis Renaud (sculpteur)
Pour les articles homonymes, voir Renaud (homonymie) et Francis Renaud (homonymie).
Pour l'acteur et artiste, voir Francis Renaud.
Francis Renaud, né le 26 novembre 1887 à Saint-Brieuc, ville où il est mort le 17 décembre 1973, est un sculpteur français.

## Biographie
Francis Renaud est le fils d'un artisan confiseur de Saint-Brieuc. Il commence par suivre des cours du soir de l'école de dessin de la ville et entre à l'École régionale des beaux-arts de Rennes en 1903 pour y apprendre la peinture. Puis il intègre en 1905, l'École des beaux-arts de Paris dans les ateliers de Luc-Olivier Merson (1846-1920) et de Fernand Cormon (1845-1924).
Après son service militaire, souhaitant se diriger vers la sculpture, il reprend des cours aux Beaux-Arts de Paris dans l'atelier de Jean-Antoine Injalbert (1845-1933). La Première Guerre mondiale va interrompre sa carrière. Passionné par la mer, amoureux de sa Bretagne natale vers laquelle il revient régulièrement pour se ressourcer et naviguer.
Francis Renaud est membre du mouvement Seiz Breur pour le renouveau de l'art breton au début du XXe siècle.
Il expose au Salon des artistes français de 1908, au Salon de l'école française de 1939 et au Salon d'hiver de 1949.

## Œuvres
- Francis Renaud est l'auteur de plusieurs monuments funéraires en Bretagne[6] :
  - La Pleureuse, monument aux morts de la ville de Tréguier, d'inspiration pacifiste ;
  - Monument aux morts de Saint-Brieuc ;
  - Monument aux morts de Ploufragan ;
  - Monument aux morts de Plussulien  ;
  - Monument aux morts d'Étables ;
  - Monument en l'honneur des résistants du lycée pendant la seconde guerre mondiale, lycée Anatole Le Braz à Saint-Brieuc.
- Autres œuvres localisées :
  - Bretonne du Goëllo, 1922, granit, médaille au Salon des artistes français, parc des grandes promenades à Saint-Brieuc ;
  - Vonnick, Jeune bretonne , 1927, terre cuite, musée des Beaux-Arts de Quimper.

## Hommage
Son nom a été donné à la cour du musée d'Art et d'Histoire de Saint-Brieuc.